# Valentine Ozornwafor
Valentine James Ozornwafor (Nigeria, 1 de junio de 1999) es un futbolista nigeriano que juega en la posición de defensa en el P. F. C. Septemvri Sofia de Bulgaria.

## Trayectoria
Valentine Ozornwafor comenzó su carrera en el Enyimba de Nigeria donde debutó en 2019. Meses más tarde fue traspasado al Galatasaray S. K. por 300 000 euros, firmando un contrato de 4 años. Sin embargo, menos de dos meses más tarde, el 22 de agosto de 2019 se hizo oficial su cesión a la U. D. Almería de España por 200 000 euros. Dicha cesión incorporaba una opción de compra por valor de 1 850 000 euros. Esta no se hizo efectiva y regresó al conjunto otomano, volviéndolo a ceder dos años después al Royal Charleroi. Este equipo sí que ejecutó la opción de compra que incluía el acuerdo, aunque no se quedó en la plantilla ya que fue cedido al F. C. Sochaux-Montbéliard.

## Selección nacional
Valentine Ozornwafor ganó el Campeonato Africano Sub-20 de 2019 y la Copa Mundial de Fútbol Sub-20 de 2019 con la selección de fútbol sub-20 de Nigeria. En marzo de 2019 fue convocado por la selección nacional absoluta de Nigeria para un encuentro amistoso frente a la selección de fútbol de Egipto.

## Clubes
| Club                               | País     | Año       |
| ---------------------------------- | -------- | --------- |
| Enyimba International F. C.        | Nigeria  | 2019      |
| Galatasaray S. K.                  | Turquía  | 2019-2022 |
| U. D. Almería (cedido)             | España   | 2019-2020 |
| Royal Charleroi S. C. (cedido)     | Bélgica  | 2021-2022 |
| Royal Charleroi S. C.              | Bélgica  | 2022-2024 |
| F. C. Sochaux-Montbéliard (cedido) | Francia  | 2022-2023 |
| P. F. C. Septemvri Sofia           | Bulgaria | 2025-     |